# シーロ・ゲーラ
シーロ・ゲーラ（スペイン語: Ciro Guerra, 1981年2月6日 - ）は、コロンビア出身の映画監督・脚本家。

## 経歴
コロンビア国立大学で映画製作とテレビ制作を学んだ。23歳だった2004年、『La sombra del Caminante』で長編映画監督デビューした。この作品は第78回アカデミー賞外国語映画賞のコロンビア代表作品となったが、ノミネートはされていない。
2009年の長編2作目『Los viajes del viento』はカンヌ国際映画祭のある視点部門に出品され、ローマ市賞を受賞した。トライベッカ映画祭やロカルノ国際映画祭などにも出品され、9つの賞を受賞した。第82回アカデミー賞外国語映画賞では再びコロンビア代表作品となったが、やはりノミネートはされていない。アメリカ合衆国のバラエティ誌はゲーラを「2016年に注目すべき監督10人」に選出した。
2015年の『彷徨える河』は5月の第68回カンヌ国際映画祭の監督週間で上映され、芸術映画賞を受賞した。オデッサ国際映画祭では作品賞を受賞し、リマ映画祭では作品賞と審査員特別賞を受賞した。第88回アカデミー賞外国語映画賞ではみたびコロンビア代表作品となり、コロンビア代表として初めて本選にノミネートされた。アメリカでは公開週末の興行成績が2015年公開の外国語作品中第1位となった。アメリカでは異例のヒットを記録し、フランスでもロングラン上映された。日本ではあいちトリエンナーレ2016期間中の2016年9月に愛知芸術文化センターと岡崎市の松應寺で上映され、その後シアター・イメージフォーラムや名古屋シネマテークほかで一般劇場公開された。

## フィルモグラフィー

### 長編映画
| 年   | タイトル                                                             | 役割 | 役割 | 役割 | 備考             |
| 年   | タイトル                                                             | 監督 | 脚本 | 製作 | 備考             |
| ---- | -------------------------------------------------------------------- | ---- | ---- | ---- | ---------------- |
| 1999 | Documental siniestro: Jairo Pinilla, cineasta                        | Yes  |      |      | ドキュメンタリー |
| 2004 | La sombra del Caminante                                              | Yes  | Yes  |      |                  |
| 2006 | Documental Siniestro: Jairo Pinilla, Cineasta Colombiano             | Yes  |      |      | ドキュメンタリー |
| 2009 | Los viajes del viento                                                | Yes  | Yes  |      |                  |
| 2013 | Edificio Royal                                                       |      |      | Yes  |                  |
| 2015 | 彷徨える河 El abrazo de la serpiente                                 | Yes  | Yes  |      |                  |
| 2018 | 夏の鳥 Pájaros de verano                                             | Yes  |      |      | 共同監督         |
| 2019 | ウェイティング・バーバリアンズ 帝国の黄昏 Waiting for the Barbarians | Yes  |      |      |                  |

### 短編映画
- Silence（1998年）- 監督
- Alma（2000年）- 監督・脚本
- Intento（2001年）- 監督・脚本、短編アニメーション映画

### テレビシリーズ
- Green Frontier（2019年）- 監督・製作総指揮、Netflixミニシリーズ